# Basra
Basra (arab. البصرة, Al-Basra, także Busra, Busrah) – drugie co do wielkości miasto w Iraku, liczące około 2 600 000 mieszkańców (2003).
Basra jest położona na szlaku wodnym Szatt al-Arab w pobliżu Zatoki Perskiej (55 km od ujścia), jest głównym portem kraju i stolicą muhafazy Basra.
Główny ośrodek gospodarczy na południu Iraku a także międzynarodowy port lotniczy. Rafineria w Basrze przetwarza ropę z okolicznych bogatych złóż (możliwości przetwórcze to dziennie 140 tysięcy baryłek, czyli 22,3 tys. m³). Miasto jest siedzibą Uniwersytetu w Basrze, założonego w 1964.

## Historia
Basra została założona przez kalifa Umara w 636 roku jako obóz wojskowy. Z biegiem czasu osiedlało się w jego pobliżu coraz więcej cywilów i obóz stał się miastem. Przez bardzo długi czas miasto było centrum handlowym i kulturalnym oraz jednym z ważniejszych portów arabskiego świata. Od podboju w 1668 przez Imperium Osmańskie straciło na znaczeniu.
Podczas II wojny światowej Brytyjczycy, okupujący Irak od 1917 (od 1920 na podstawie mandatu Ligi Narodów), zmodernizowali port, czyniąc go ważnym punktem na szlaku dostaw broni i zaopatrzenia dla Związku Radzieckiego.
Pod koniec wojny populacja miasta wynosiła około 93 tys. Do 1977 wzrosła do 1,5 mln, spadała w trakcie wojny iracko-irańskiej. Pod koniec lat 80. XX wieku wynosiła 900 tys. Miasto było wielokrotnie ostrzeliwane przez wojska irańskie i stało się areną wielu zaciętych starć, jednak nigdy nie zostało zdobyte.
Po wojnie w Zatoce Perskiej, w Basrze wybuchło powstanie przeciwko Saddamowi Husajnowi. Zostało brutalnie stłumione. Później władze irackie rozmyślnie zaniedbywały miasto, a handel przenosił się do Umm Kasr położonego na wybrzeżu.
Sieć kanałów obejmująca miasto przyniosła miastu imię „Wenecji Bliskiego Wschodu”.
Basra występuje w Księdze tysiąca i jednej nocy pod nazwą Bassorah; Sindbad Żeglarz miał w niej rozpocząć swoje podróże.
14 czerwca 2010 w Basrze zarejestrowano +52,0 °C w cieniu, czyli rekord temperatury w Iraku.

## Miasta partnerskie
- Baku (Azerbejdżan)
- Bagdad (Irak)
- Dubaj (Zjednoczone Emiraty Arabskie)
- Detroit (Stany Zjednoczone)